# Nicole Garcia
Pour les articles homonymes, voir García.
Nicole Garcia est une actrice, réalisatrice et scénariste française, née le 22 avril 1946 à Oran.

## Biographie
Nicole Garcia, fille de Joseph Garcia, commerçant, propriétaire de la droguerie de l'Univers, et de Marie Bergamo, naît dans une famille pied-noir à Oran, où elle passe son enfance et son adolescence. Elle arrive en France métropolitaine en avril 1962, et termine sa classe de première à Montpellier. Elle s'inscrit à la faculté pour suivre des cours de philosophie et prend aussi des cours d'art dramatique. Elle entre au Conservatoire national d'art dramatique et obtient, en 1967, un premier prix en comédie moderne. Le premier film où elle joue, Des garçons et des filles, sort en 1967, mais c'est grâce à Que la fête commence de Bertrand Tavernier, en 1975, qu'elle se fait remarquer des professionnels et du public. En 1977, Henri Verneuil l'engage pour Le Corps de mon ennemi.
Nicole Garcia obtient son premier rôle principal dans La Question, film dénonçant la torture pendant la guerre d'Algérie. Son personnage d'épouse trompée dans Le Cavaleur la rend populaire et lui vaut de recevoir le César du meilleur second rôle féminin. Elle tourne dans Mon oncle d'Amérique d'Alain Resnais, Les Uns et les Autres de Claude Lelouch, L'Honneur d'un capitaine de Pierre Schoendoerffer, Garçon ! de Claude Sautet, La Petite Lili de Claude Miller, etc.
En 1990, Nicole Garcia entame une carrière de réalisatrice, s'attachant à disséquer la complexité des rapports humains dans les longs métrages qu'elle réalise : Un week-end sur deux (1990) et Le Fils préféré (1994) sont remarqués par la critique, Place Vendôme (1998) et L'Adversaire (2002), qui met en scène Daniel Auteuil, remportent du succès auprès du public. En 2006, elle présente Selon Charlie à Cannes. 
Figure majeure du cinéma français, l'actrice joue notamment dans Ma place au soleil en 2007, 38 Témoins en 2012, Belles Familles en 2015 et Un beau matin en 2022.

### Festivals

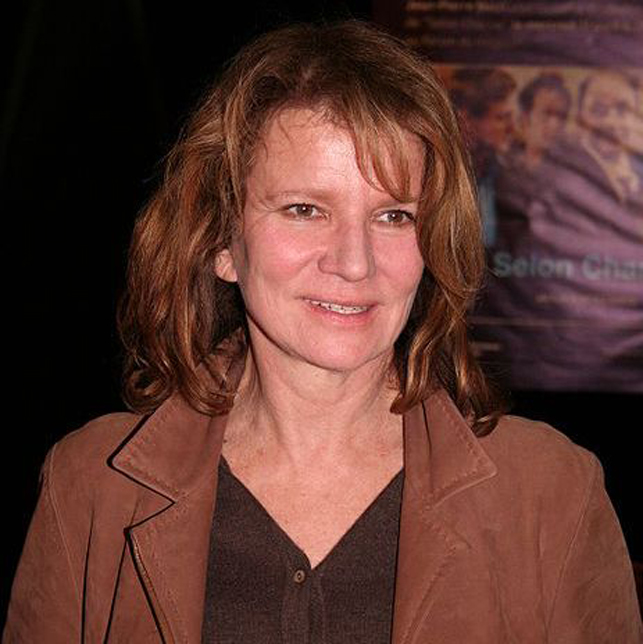
Nicole Garcia en 2007.

En 2000, aux côtés notamment de Jeremy Irons et Kristin Scott Thomas, elle fait partie du jury des longs métrages, présidé par Luc Besson, lors du 53e Festival de Cannes.
En 2006, elle préside le jury des longs métrages du 32e Festival de Deauville, dont font partie entre autres Guillaume Canet et Antoine de Caunes.
En 2007, elle est l'invitée d'honneur du 10e Festival international des scénaristes.
En 2011, elle fait partie du jury des longs métrages, présidé par Emir Kusturica, lors du 11e Festival international du film de Marrakech, au côté notamment des comédiennes Leila Hatami et Jessica Chastain.
En 2014, elle préside le jury de la Caméra d'or lors du 67e Festival de Cannes.
En 2016, elle copréside le 5e Champs-Élysées Film Festival avec Alexandre Aja. Déborah François et Félix Moati font partie du jury.
En 2017, elle préside le 27e Festival du film britannique de Dinard,.
En 2018, elle est membre du jury de Guillermo del Toro lors du 75e Festival de Venise.
En 2021, Nicole Garcia préside le jury de la 14e édition du Festival du film francophone d'Angoulême.
En 2025, elle préside le jury long métrage, du  Festival Premiers Plans d'Angers 

### Vie privée
Nicole Garcia a deux fils, Frédéric Bélier-Garcia (né en 1965), metteur en scène, et Pierre Rochefort (né en 1981), chanteur et acteur, fils de Jean Rochefort.

## Filmographie

### Cinéma

#### Actrice
- 1967 : Des garçons et des filles d'Étienne Périer : Coco
- 1968 : Le Gendarme se marie de Jean Girault : la jeune fille verbalisée
- 1971 : Faire l'amour : De la pilule à l'ordinateur de Jean-Gabriel Albicocco
- 1975 : Que la fête commence de Bertrand Tavernier : La Fillon
- 1976 : Le Corps de mon ennemi d'Henri Verneuil : Hélène Mauve
- 1976 : Duelle de Jacques Rivette : Jeanne/Elsa
- 1976 : Calmos de Bertrand Blier : une employée du labo
- 1976 : La Question de Laurent Heynemann : Agnès Charlegue
- 1977 : Les Indiens sont encore loin de Patricia Moraz : Anna
- 1978 : Le Cavaleur de Philippe de Broca : Marie-France
- 1978 : Un papillon sur l'épaule de Jacques Deray : Sonia Fériaud
- 1979 : Le Mors aux dents de Laurent Heynemann : Madame Le Guenn
- 1979 : Opération Ogre (Operación Ogro/Ogro) de Gillo Pontecorvo : Karmele
- 1980 : Mon oncle d'Amérique d'Alain Resnais : Janine Garnier
- 1981 : Les Uns et les Autres de Claude Lelouch : Anne Meyer
- 1981 : Le Grand Paysage d'Alexis Droeven de Jean-Jacques Andrien : Elizabeth
- 1981 : Beau-père de Bertrand Blier : Martine
- 1981 : Qu'est-ce qui fait courir David ? d'Élie Chouraqui : Anna
- 1982 : L'Honneur d'un capitaine de Pierre Schoendoerffer : Patricia Caron
- 1983 : La Rue des miroirs (Via degli Specchi) de Giovanna Gagliardo : Francesca
- 1983 : À couteau tiré de Roberto Faenza : Lenore Carvo
- 1983 : Stella de Laurent Heynemann : Stella
- 1983 : Les Mots pour le dire de José Pinheiro : Marie
- 1983 : Garçon ! de Claude Sautet : Claire
- 1984 : Partenaires de Claude d'Anna : Marion Wormser
- 1985 : Péril en la demeure de Michel Deville : Julia Tombsthay
- 1985 : Le Quatrième Pouvoir de Serge Leroy : Catherine Carre
- 1986 : Mort un dimanche de pluie de Joël Santoni : Elaine Briand
- 1986 : Un homme et une femme : vingt ans déjà de Claude Lelouch : elle-même
- 1986 : L'État de grâce de Jacques Rouffio : Florence Vannier-Buchet
- 1987 : La Lumière du lac de Francesca Comencini : Carlotta
- 1989 : Outremer de Brigitte Roüan : Zon
- 1993 : Aux petits bonheurs de Michel Deville : Ariane
- 1995 : Fugueuses de Nadine Trintignant : Jeanne
- 1999 : Kennedy et moi de Sam Karmann : Anna Polaris
- 2001 : Betty Fisher et autres histoires de Claude Miller : Margot Fisher
- 2002 : Tristan de Philippe Harel : Madame Driant
- 2002 : La Petite Lili de Claude Miller : Mado Marceaux
- 2002 : Histoire de Marie et Julien de Jacques Rivette : l'amie
- 2004 : Ne fais pas ça de Luc Bondy : Édith
- 2004 : Le Dernier Jour de Rodolphe Marconi : Marie
- 2007 : Ma Place au soleil d'Éric de Montalier : Odile
- 2008 : Les Bureaux de Dieu de Claire Simon : Denise
- 2009 : Bancs publics (Versailles Rive-Droite) de Bruno Podalydès : la femme à la radio
- 2009 : Plein sud de Sébastien Lifshitz : la mère
- 2011 : Pourquoi tu pleures ? de Katia Lewkowicz : Claude
- 2012 : 38 Témoins de Lucas Belvaux : Sylvie Loriot
- 2013 : Tu honoreras ta mère et ta mère de Brigitte Rouan : Jo
- 2013 : Gare du Nord de Claire Simon : Mathilde
- 2015 : Belles Familles de Jean-Paul Rappeneau : Suzanne Varenne
- 2016 : Papa ou Maman 2 de Martin Bourboulon : la mère de Florence
- 2017 : De plus belle d'Anne-Gaëlle Daval : Dalila
- 2018 : La Fête des mères de Marie-Castille Mention-Schaar: Ariane
- 2019 : Celle que vous croyez de Safy Nebbou : Dr Catherine Bormans
- 2020 : L'Origine du monde de Laurent Lafitte : Margaux
- 2022 : Un beau matin de Mia Hansen-Løve : Françoise
- 2024 : Marcello mio de Christophe Honoré : Nicole
- 2025 : Les Rêveurs d'Isabelle Carré

#### Réalisatrice
- 1986 : 15 août (court métrage)
- 1990 : Un week-end sur deux
- 1994 : Le Fils préféré
- 1998 : Place Vendôme
- 2002 : L'Adversaire
- 2006 : Selon Charlie
- 2010 : Un balcon sur la mer
- 2014 : Un beau dimanche
- 2016 : Mal de pierres
- 2020 : Amants

### Télévision
- 1966 : La 99e minute de François Gir
- 1967 : Hôtel Racine de Pierre Badel (téléfilm) : Odile
- 1969 : Léonce et Léna de Guy Lessertisseur (téléfilm) : la princesse Léna
- 1971 : Madame êtes-vous libre ? de Claude Heymann (téléfilm) : Monique
- 1974 : La Mort d'un enfant de Jean-Louis Muller (téléfilm) : Madame Grigny
- 1976 : Les Enquêtes du commissaire Maigret, épisode Les Scrupules de Maigret de Jean-Louis Muller (série télévisée) : Docteur Steiner
- 1978 : Ce diable d'homme de Marcel Camus (téléfilm) : Adrienne Lecouvreur
- 1978 : Aragon de Michel Favart (téléfilm) : Blanchette
- 1978 : Gaston Phébus de Bernard Borderie, Jacques Armand (série télévisée) : Agnès de Navarre
- 1981 : Un jour sombre dans la vie de Marine de Josyane Serror (téléfilm) : Moune
- 1982 : L'Apprentissage de la ville de Caroline Huppert (télétilm) : Violette
- 1984 : Les Capricieux de Michel Deville (téléfilm) : Diane
- 1986 : Mariage blanc de Peter Kassovitz (téléfilm) : France
- 1991 : Léon Morin, prêtre de Pierre Boutron (téléfilm) : Barny
- 1992 : La Femme de l'amant de Christopher Frank (téléfilm) : Cécile
- 1993 : Un homme à la mer de Jacques Doillon (téléfilm) : Fanny
- 1994 : Jeanne de Robert Mazoyer (téléfilm) : Jeanne
- 1995 : Facteur VIII d'Alain Tasma (téléfilm) : Docteur Martine Bressian
- 2003 : Les Parents terribles de Josée Dayan (téléfilm) : Yvonne
- 2007 : Les Prédateurs de Lucas Belvaux (téléfilm) : Eva Joly
- 2014 : Entre vents et marées de Josée Dayan (téléfilm) : Joséphine
- 2017 : La Fin de la nuit de Lucas Belvaux (téléfilm) : Thérèse Desqueyroux
- 2018 : Capitaine Marleau, épisode Les Roseaux noirs de Josée Dayan (série télévisée) : Irène Denan
- 2021 : Lupin de Louis Leterrier et Marcela Said (série télévisée) : Anne Pellegrini
- 2021-2022 : OVNI(s) d'Antony Cordier (série télévisée) : Valérie Delbrosse
- 2022 : Tout va bien, mini-série de Camille de Castelnau, réalisée par Éric Rochant, Xavier Legrand, Cathy Verney et Audrey Estrougo
- 2023 : Alphonse de Nicolas Bedos (série Prime Vidéo) : Martha

## Théâtre
- Premier prix au Conservatoire national supérieur d'art dramatique en 1967[6]

- 1967 : Décibel de Julien Vartet, mise en scène Pierre Dux, théâtre de la Madeleine
- 1968 : Adieu Berthe de John Murray et Allen Boretz, mise en scène Jacques Charon, théâtre des Bouffes-Parisiens
- 1969 : Le Misanthrope de Molière, mise en scène Michel Vitold, théâtre du Vieux-Colombier
- 1970 : Au théâtre ce soir : Aux quatre coins de Jean Marsan, mise en scène Jean-Pierre Darras, réalisation Pierre Sabbagh : Françoise
- 1973 : Smoking ou Les Mauvais Sentiments de Jean-Pierre Bisson, mise en scène de l'auteur, Festival d'automne à Paris
- 1974 : Tambours dans la nuit de Bertolt Brecht, mise en scène Robert Gironès, théâtre Mécanique
- 1974 : Les Premières Communions de Jean-François Prévand d'après Alfred de Musset, George Sand, mise en scène Nicole Garcia, Vincennes
- 1974 : Cesare 1950 de Jean-Pierre Bisson, mise en scène de l'auteur, Festival d'Avignon
- 1974 : Les Caprices de Marianne d'Alfred de Musset, mise en scène Jean-Pierre Bisson, Théâtre national de Strasbourg
- 1975 : Cesare 1950 de Jean-Pierre Bisson, mise en scène de l'auteur, théâtre de Nice
- 1975 : Suréna de Corneille, mise en scène Jean-Pierre Miquel, théâtre de l’Odéon
- 1975 : Barbe-bleue et son fils imberbe de Jean-Pierre Bisson, mise en scène de l'auteur, théâtre de Nice
- 1976 : Barbe-bleue et son fils imberbe de Jean-Pierre Bisson, mise en scène de l'auteur, théâtre Récamier
- 1976 : Élisabeth I mise en scène Liviu Ciulei, théâtre national de Chaillot
- 1977 : Oncle Vania d'Anton Tchekhov, mise en scène Jean-Pierre Miquel, théâtre de l’Odéon
- 1977 : Périclès, prince de Tyr de William Shakespeare, mise en scène Roger Planchon, TNP Villeurbanne
- 1978 : Péricles, prince de Tyr de William Shakespeare, mise en scène Roger Planchon, maison de la culture de Nanterre
- 1985 : Deux sur la balançoire de William Gibson, mise en scène Bernard Murat, Théâtre de la Madeleine
- 1988 : Deux sur la balançoire de William Gibson, mise en scène Bernard Murat, Théâtre des Célestins
- 1990 : Partage de midi de Paul Claudel, mise en scène Brigitte Jaques, théâtre de l'Atelier
- 1995 : Scènes de la vie conjugale d'Ingmar Bergman, mise en scène Stéphan Meldegg & Rita Russek, Théâtre de la Madeleine
- 2005 : La Chèvre, ou Qui est Sylvia ? d'Edward Albee, mise en scène Frédéric Bélier-Garcia, Théâtre de la Madeleine
- 2010 : De beaux lendemains d'après le roman de Russell Banks, mise en scène Emmanuel Meirieu, Nuits de Fourvière
- 2012-2013 : La Mouette d'Anton Tchekov, mise en scène Frédéric Bélier-Garcia, Théâtre des Célestins, tournée
- 2014 : 14 de Jean Echenoz, mise en scène Nicole Garcia, Théâtre du Rond-Point
- 2022 : Royan - La Professeure de Français de Marie NDiaye, mise en scène Frédéric Bélier-Garcia, Théâtre de la Ville
- 2024 : Royan - La Professeure de Français de Marie NDiaye, mise en scène Frédéric Bélier-Garcia, théâtre de Paris

## Distinctions
Nicole Garcia reste la seule personne à avoir été nommée à 6 César différents, à savoir celui du meilleur film; du meilleur réalisateur, du meilleur scénario, de la meilleure actrice, de la meilleure actrice dans un second rôle et celui du meilleur premier film.

### Récompenses
- César 1980 : César de la meilleure actrice dans un second rôle pour Le Cavaleur
- Prix du Syndicat de la critique 1986 : meilleure comédienne pour Deux sur une balançoire
- 2005 : Prix François-Victor-Noury de l’Institut de France sur proposition de l'Académie des beaux-arts, pour l’ensemble de son œuvre de réalisatrice

### Nominations
- César 1981 : César de la meilleure actrice pour Mon oncle d'Amérique
- César 1984 : César de la meilleure actrice pour Les Mots pour le dire
- César 1986 : César de la meilleure actrice pour Péril en la demeure
- César 1991 : César du meilleur premier film pour Un week-end sur deux
- César 1995 : César du meilleur film et César du meilleur réalisateur pour Le Fils préféré
- César 1999 : César du meilleur film, César du meilleur réalisateur et César du meilleur scénario original ou adaptation pour Place Vendôme
- César 2002 : César de la meilleure actrice dans un second rôle pour Betty Fisher et autres histoires
- César 2017 : César du meilleur film, César du meilleur réalisateur et César de la meilleure adaptation pour Mal de pierres